# Mistatim
Mistatim es un pueblo canadiense situado en la provincia de Saskatchewan.

## Superficie
Mistatim tiene una superficie de 0,51 km².

## Demografía
En 2021, tenía 30 habitantes, una densidad poblacional de 58,5 hab./km², y 20 viviendas.